# IC 2991
IC 2991 је спирална галаксија у сазвјежђу Дјевица која се налази на листи објеката дубоког неба у Индекс каталогу.
Деклинација објекта је + 10° 38' 24" а ректасцензија 12h 5m 12,5s. Привидна величина (магнитуда) објекта IC 2991 износи 14,6 а фотографска магнитуда 15,4. IC 2991 је још познат и под ознакама MCG 2-31-25, CGCG 69-45, PGC 38273.